# Антипин, Михаил Николаевич
Михаил Николаевич Антипин (род. 1935) — удмуртский советский колхозник, депутат Верховного Совета СССР.

## Биография
Родился в 1935 году. Удмурт. Беспартийный. Образование неполное среднее.
С 1950 года — колхозник. В 1954—1957 годах служил в Советской Армии. После службы — колхозник, а с 1959 года — тракторист колхоза 1 мая Малопургинского района Удмуртской АССР.
Депутат Совета Союза Верховного Совета СССР 9 созыва (1974—1979) от Можгинского избирательного округа № 413 Удмуртской АССР, член Комиссии по здравоохранению и социальному обеспечению Совета Союза. Работал вместе с М. Т. Калашниковым.